# Tuilaepa Aiono Sailele Malielegaoi
Tuilaepa Lupesoliai Neioti Aiono Sailele Malielegaoi, född 1945 i Lepa, är en samoansk ekonom och politiker. 
Han har studerat på St Joseph’s College i Lotopa och på University of Auckland. Han valdes in i parlamentet 1980 och blev vice statsminister 1991. Efter att Tofilau Eti Alesana avlidit tog han över ledarskapet för Human Rights Protection Party och blev premiärminister 1998. Han satt på posten till 2021 då han efterträddes av Fiamē Naomi Mataʻafa.